# Hotel King David

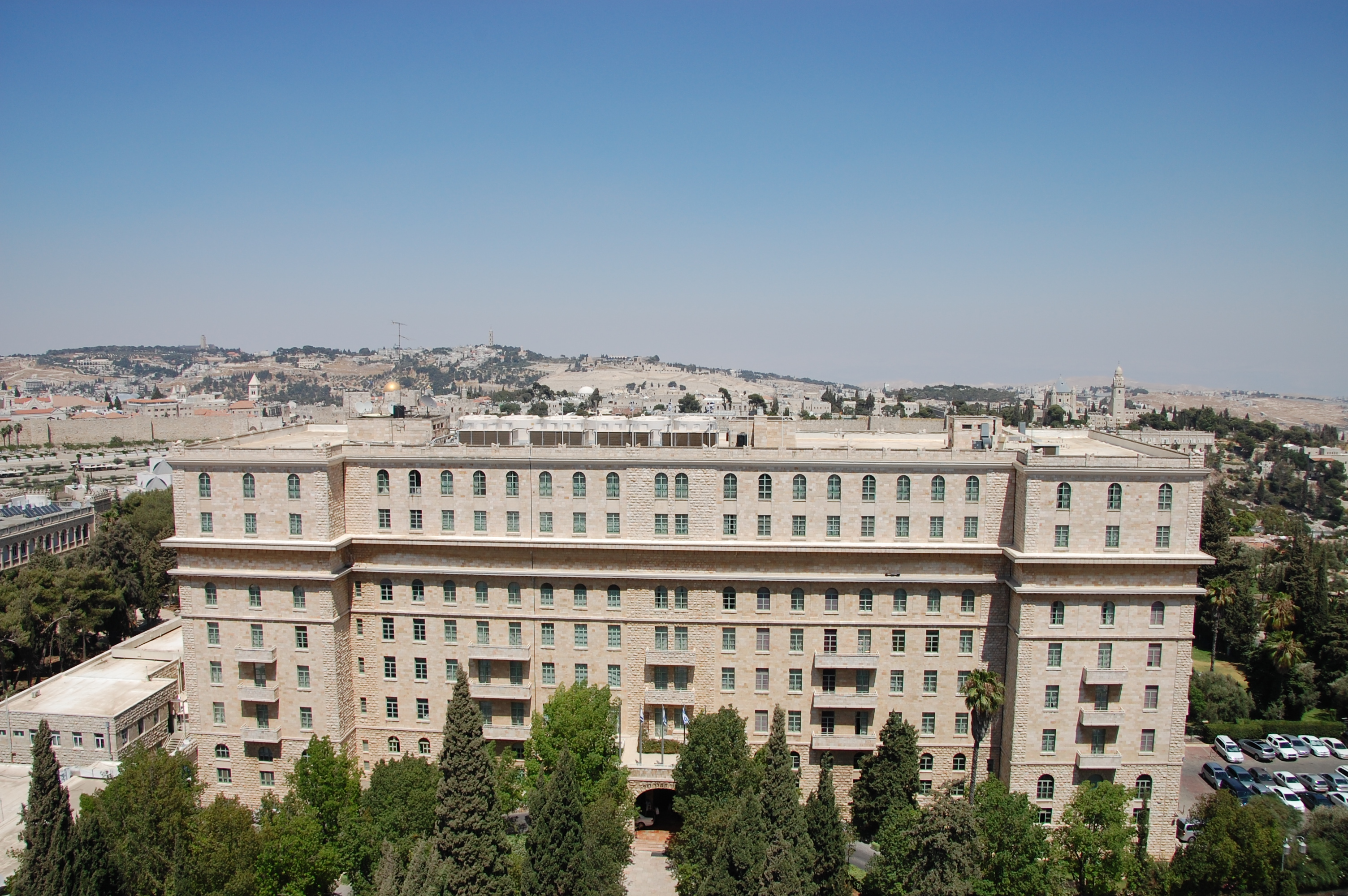

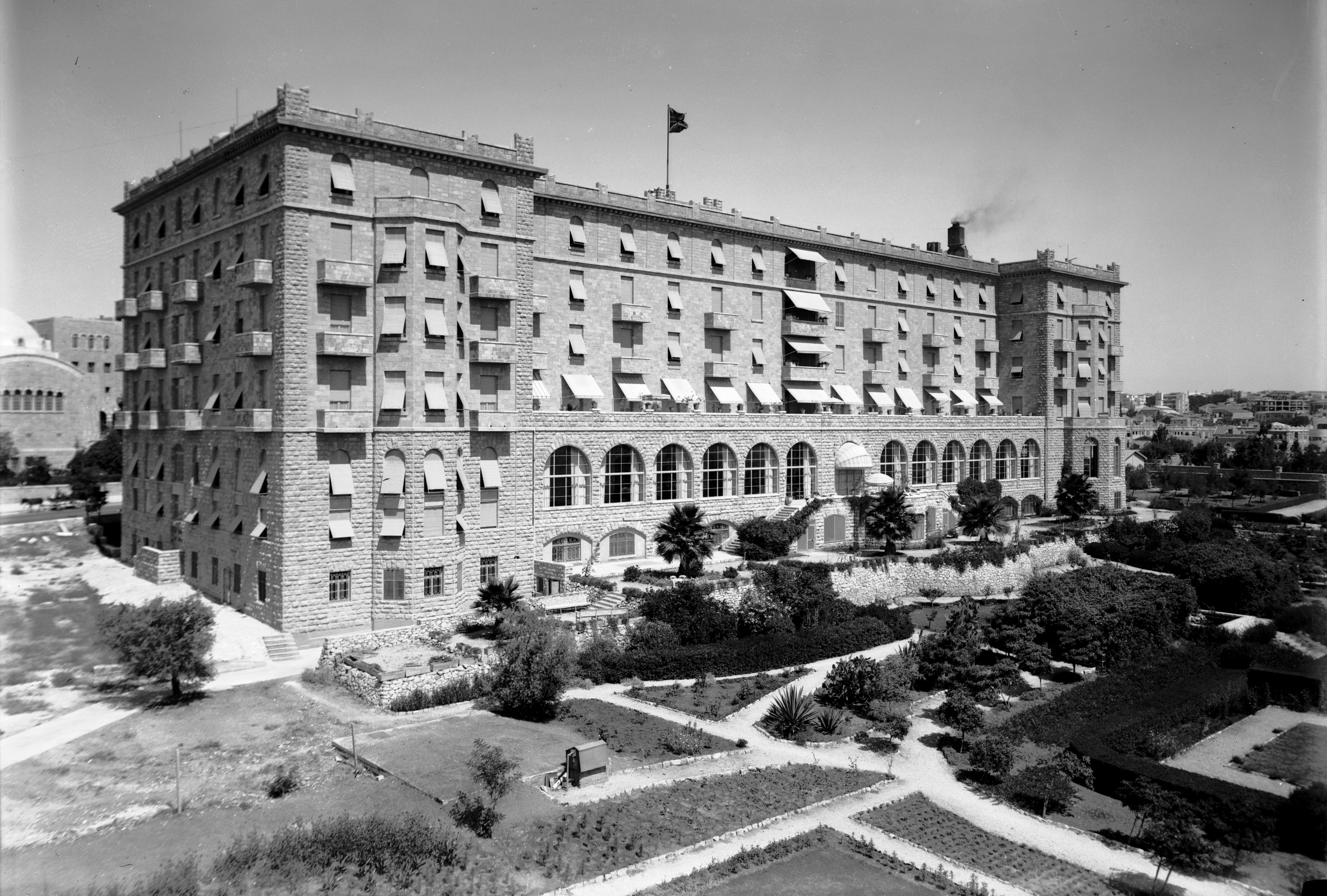
Hotellet öppningsåret 1931

Hotel King David i Jerusalem är ett av Israels mest välkända hotell. Hotellet öppnade 1931 och hade under 1930-talet inte mindre än tre kungahus i exil som gäster: kung Alfons XIII av Spanien som tvingades abdikera, kejsar Haile Selassie av Etiopien som drevs på flykt av italienarna 1936, och kung Georg II av Grekland som använde hotellet som bas för sin exilregering efter den nazistiska ockupationen av Grekland 1942. Under den brittiska mandatperioden var hotellets södra flygel bas för den brittiska administrationen. Det brittiska högkvarteret utsattes 1946 av ett bombattentat som den judiska terroriströrelsen Irgun tog på sig ansvaret för. Sammanlagt 91 personer dog i attentatet.